# Nintendo VS. System

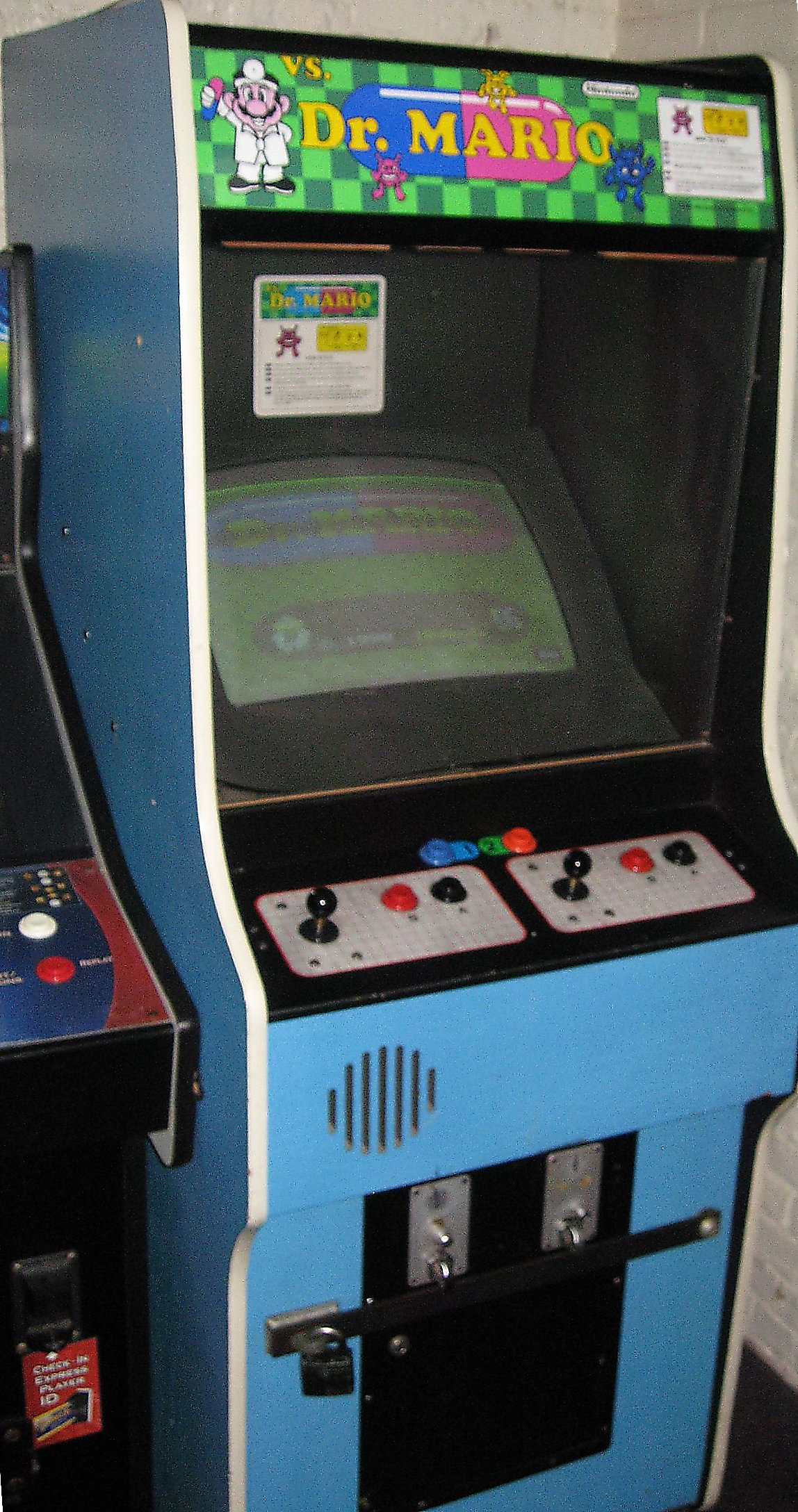
Arcade de Vs. Dr. Mario

A série Nintendo VS. System (任天堂VS.システム, Nintendō Bāsasu Shisutemu) ou VS. System (VS.システム, Bāsasu Shisutemu) (de "versus") foi uma série de jogos eletrônicos para arcade criados com uma jogabilidade competitiva para dois jogadores usando a VS. UniSystem ou VS. DualSystem, placas de arcade baseadas no hardware do Nintendo Entertainment System. Várias dessas máquinas de arcade possuíam duas telas e dois controles, separados em um certo ângulo. Os jogos eram conversões de jogos para o console NES, sendo estes vendidos a pequeno custo para fliperamas no fim dos anos 80.

## Jogos
Alguns dos jogos da série incluíam: